# La jugada

La jugada es un programa semanal de resumen deportivo y de Televisa que se transmite los domingos a las 23:00 h tiempo del centro de México, por el canal Las Estrellas por televisión abierta y en TUDN por televisión de paga y en los Estados Unidos se transmite los domingos a la medianoche Tiempo del Este, por Univisión y con emisiones diarias durante grandes eventos como los Juegos Olímpicos y Copas Mundiales de la FIFA.

## Historia
Inició transmisiones en 1993, bajo la presidencia de Televisa de Emilio Azcárraga Milmo, con Raúl Orvañanos como conductor principal por Canal 4. Posteriormente se emitió por Canal 9 y desde 1996 ocupa su espacio actual en Las Estrellas y desde 2019 en el canal de televisión por paga TUDN.

## Contenido
La emisión consta principalmente de resúmenes de los partidos de la Liga MX, fútbol internacional, reportajes de color, análisis con expertos y ex deportistas, segmentos de humor e información de otras ligas y eventos deportivos como la NFL, NBA, MLB y deporte amateur.
La jugada ha acompañado las transmisiones de Televisa Deportes de Copas Mundiales de la FIFA desde Estados Unidos 1994, con el nombre La Jugada del Mundial, y de Juegos Olímpicos desde Atlanta 1996 y hasta Londres 2012, bajo la denominación La Jugada Olímpica, misma que reapareció en los Juegos Olímpicos de Tokio 2020 bajo el nombre de La Jugada: Tokio Nos Une.
En La jugada mundialista han pasado como analistas exfutbolistas internacionales como Zinedine Zidane, Luís Figo, Roberto Carlos, Javier Zanetti, Gabriel Batistuta, Fernando Redondo, Hugo Sánchez y el entrenador Carlos Bianchi.
Entre los comediantes que han compartido el foro del programa están Eugenio Derbez, Omar Chaparro, Mara Escalante, Víctor Trujillo y "El Compayito" (personaje interpretado por Edson "Norteño" Zúñiga). 
El contenido del programa puede ser visto en vivo a través del sitio web TUDN.mx.